# NGC 1840
NGC 1840 ist die Bezeichnung eines offenen Sternhaufens im Sternbild Mensa. Das Objekt wurde am 3. November 1834 von John Herschel entdeckt.